# Cáliz de doña Urraca
El cáliz de doña Urraca es una pieza de orfebrería románica donada a la infanta leonesa Urraca de Zamora (1033-1101), señora de Zamora e hija del rey Fernando I de León. Tal como lo conocemos, se remonta a la segunda mitad del siglo xi. En la actualidad se guarda en el museo de la colegiata de San Isidoro de León (España). En palabras del arqueólogo español Manuel Gómez-Moreno se trata de una "[…] pieza excepcional, única más bien".

## Descripción
El cáliz se compone de dos cuencos muy antiguos; el copón propiamente dicho y otro que le sirve de peana, hechos en piedra de ónice. Doña Urraca (1033-1101) donó sus joyas personales para decorar estos cuencos.
Las piezas de ónice están recubiertas de oro en la copa, nudo y peana, dejando al descubierto parte de la copa y casi toda la peana. El interior de la copa también está revestido de oro. Este metal está trabajado con gran delicadeza en filigranas que forman dibujos, arquillos, espirales y pequeños caracoles. En los huecos se incrustaron zafiros, perlas, esmeraldas, aljofares y un camafeo de pasta vítrea en el que se representa un rostro sonriente.
En la peana y antes del nudo hay una inscripción que dice:

IN NOMINE DOMINI VRRACA FREDINANDI

La funcionalidad de la pieza es el carácter religioso y votivo propio de la época románica.
Para hacer esta pieza más accesible a todos los visitantes, en 2017 se abordó un proyecto de digitalización 3D, modelado y visualización tridimensional. Los visitantes  al Museo de San Isidoro pueden con ello tener la experiencia de tener el cáliz virtual en sus manos y analizar todos los detalles de la pieza.

## Hipotético Santo Grial
Según algunos historiadores, fueron localizados en la Biblioteca Nacional de El Cairo unos documentos medievales que apoyan esta teoría. Estos procedían de la Universidad de Al Azhar.
Supuestamente, un texto traducido decía que la copa venerada por los cristianos por haber pertenecido al Mesías había sido enviada al sultán de Denia, Ali ibn Muyahid ad-Danii. El sultán de Denia había enviado un barco con alimentos al sultán fatimí Al-Mustansir hacia el 1055 para que Egipto superara una hambruna. En agradecimiento, el imán Al-Mustansir envió un barco cargado de tesoros, entre ellos la copa, al sultán de Denia. En el viaje, la reliquia habría sido escoltada por el obispo de León, que entonces se encontraba de peregrinación en Jerusalén. En el texto se dice que la intención del sultán de Denia era enviar la copa al rey de León, Fernando I el Magno, para fortalecer su amistad con él.
En un segundo texto se habla de que el jefe de la expedición a Denia fue Bani-l-Aswad. En dicha expedición el primero de sus hombres habría desprendido con una gumía un trozo de la copa. Dicha esquirla habría sido enviada a Saladino y habría sido utilizada para curar a su hija poniéndole el trozo de piedra sobre el cuerpo.
Según los historiadores José Miguel Ortega del Río y Margarita Torres Sevilla, la copa aparece citada en la crónica de Lucas, obispo de Tuy, en el siglo xiii, en la obra Viages del humanista del siglo xvi Ambrosio de Morales y en la vida de san Isidoro de Sevilla redactada por Fray Tomás Granda y el padre José Manzano en el siglo xviii.
En el año 2010 la copa fue desmontada para la realización de una réplica y pudo apreciarse que le faltaba una esquirla, lo cual encaja con la teoría de que ésta fue enviada a Saladino.
Esta hipótesis es sostenida en el libro «Los reyes del Grial» (2014), de Margarita Torres Sevilla y José Miguel Ortega del Río.
El documental «Onyx, los reyes del grial» (2018) también está basado en esta hipótesis.

### Controversia y refutación de la hipótesis
Fue el historiador francés Patrick Henriet el primero en cuestionar, en un artículo publicado en Francia, la teoría de que el cáliz de Doña Urraca fuese el Santo Grial, y acusando a los historiadores Margarita Torres y José Miguel Ortega de entremezclar ciencia y novela.
Alejandro García Sanjuán, profesor de Historia Medieval en la Universidad de Huelva, en la reseña del libro Los reyes del Grial, hace hincapié en la confusión entre ficción y conocimiento que adolece, pone de manifiesto una falta de claridad en el hallazgo de los pergaminos de El Cairo, en el contenido y traducción de los propios documentos y en una datación poco rigurosa, que hace que sea escéptico al respecto. Asimismo, desmonta la teoría planteada del ocultamiento voluntario de la reliquia por parte de la monarquía o de la Iglesia. Califica el libro como "obra comercial estratégicamente diseñada".
Frente a las aseveraciones que identifican el cáliz de doña Urraca con el Santo Grial, el investigador de la Escuela de Estudios Árabes de Granada, Luis Molina Martínez, vinculado al Consejo Superior de Investigaciones Científicas, argumenta que se están confundiendo las fechas e, incluso, produciendo graves errores de traducción:

«Se trata de un panegírico del cadí cordobés Ibn al-Salīm (914-978) al califa omeya al-Ḥakam al-Mustanṣir (r. 961-976) —que parece haber sido confundido por los autores con el Mustanṣir fatimí—, [sic] es decir, una poesía escrita casi un siglo antes de que el Grial supuestamente llegara a Denia. Pero este tremendo error no es lo más grave; lo más llamativo e hiriente es la traducción en sí, porque, aparte de que su fidelidad al original árabe es absolutamente inexistente, constituye el primer indicador de que a lo largo de Los Reyes del Grial el propósito de presentar pruebas favorables a la tesis mantenida por los autores es excesivamente dominante».
Luis Molina

A finales de 2017, seguía Luis Molina argumentando en contra de la teoría y de las pruebas presentadas en el blog del CSIC, con un artículo que no dejaba lugar a dudas: "La falsa historia del Grial de León".